# Détroit de Baltiïsk
Le détroit de Baltiïsk (en russe : Балтийский пролив, Baltiïski proliv) est un détroit de l'oblast de Kaliningrad en Russie permettant le passage de la navigation de la lagune de la Vistule vers la mer Baltique. Il sépare la péninsule de Sambie de la presqu'île de la Vistule. Le détroit offre un débouché maritime aux ports de Baltiïsk et Kaliningrad en Russie, ainsi qu'aux ports polonais d'Elbląg, Braniewo, Tolkmicko, Frombork, Sztutowo, Krynica Morska et Nowa Pasłęka.
Le détroit est creusé en 1497. Agrandi dans les années 1960, sa largeur est actuellement de 400 m pour une profondeur de 12 m.
Depuis les années 1990, la Russie interrompt régulièrement la navigation sur le détroit (à la fois pour la Pologne et pour la Russie). Pour échapper au contrôle russe sur le détroit, la Pologne a débuté en 2019 le percement d'un canal sur la partie polonaise de la presqu'île de la Vistule. Il a été inauguré le 17 septembre 2022.

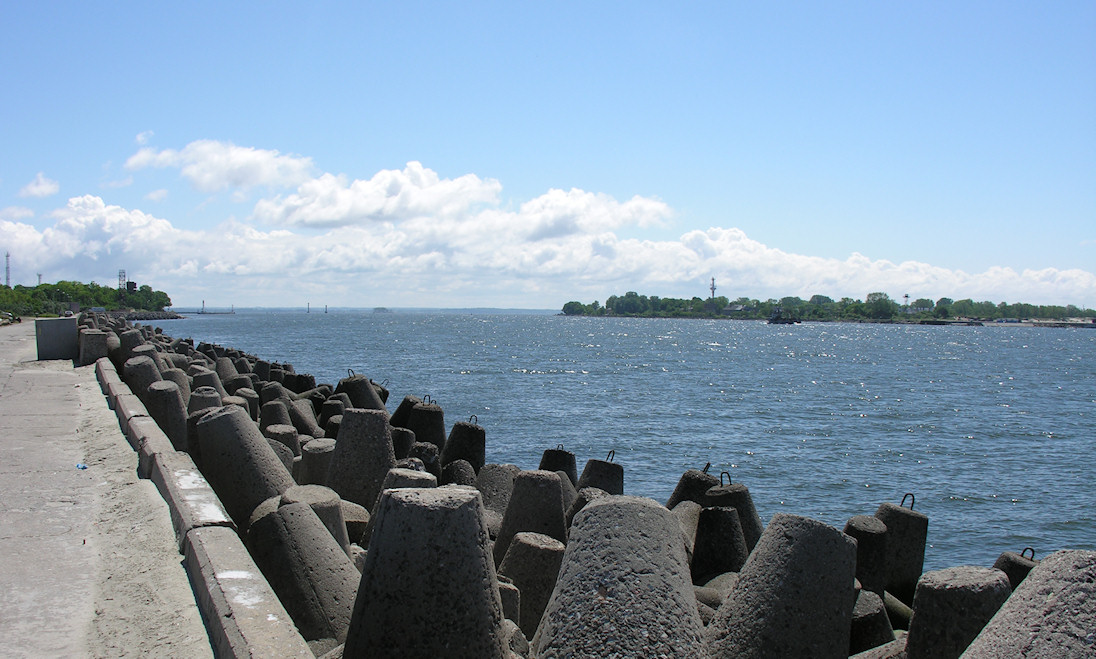
Vue du détroit.

## Référence
1. 1 2  What Changes will a Canal on the Vistula Spit bring? (pl)